# No Smoke Without Fire
No Smoke Without Fire è il nono album in studio del gruppo rock inglese Wishbone Ash, pubblicato nel 1978.

## Tracce
Side 1
1. You See Red – 6:05
2. Baby the Angels Are Here – 4:50
3. Ships in the Sky – 3:00
4. Stand and Deliver – 7:35

Side 2
1. Anger in Harmony – 5:06
2. Like a Child – 5:01
3. The Way of the World (Part 1) – 4:01
4. The Way of the World (Part 2) – 5:32

## Formazione
- Andy Powell - chitarra, voce
- Laurie Wisefield - chitarra, voce
- Martin Turner - basso, voce
- Steve Upton - batteria